# Dřevnovice
Dřevnovice (en allemand : Drewnowitz) est une commune du district de Prostějov, dans la région d'Olomouc, en République tchèque. Sa population s'élevait à 474 habitants en 2023.

## Géographie
Dřevnovice se trouve à 5 km à l'ouest-sud-ouest du centre de Němčice nad Hanou, à 17 km au sud-sud-est de Prostějov, à 31 km au sud-sud-ouest d'Olomouc et à 212 km à l'est-sud-est de Prague.
La commune est limitée par Želeč et Doloplazy au nord, par Nezamyslice à l'est et au sud, et par Ivanovice na Hané à l'ouest.

## Histoire
La première mention écrite de la localité date de 1365.

## Transports
Par la route, Dřevnovice se trouve à 13 km de Vyškov, à 20 km de Prostějov, à 39 km d'Olomouc et à 253 km de Prague.